# 维勒帕里西
维勒帕里西（法語：Villeparisis，法語發音：[vilpaʁizi] ⓘ）是法国中北部法兰西岛大区塞纳-马恩省的一个市镇。

## 地理
维勒帕里西（48°56'34"N, 2°36'23"E）面积8.29 平方千米，位于法国法蘭西島大區塞纳-马恩省，巴黎东北部郊区，距离巴黎市中心21.8 km（13.5 mi）。
与维勒帕里西接壤的市镇（或旧市镇、城区）包括：克莱-苏伊、库尔特里、米特里-莫里、勒潘、法兰西地区特朗布莱、沃茹尔。
维勒帕里西的时区为UTC+01:00、UTC+02:00（夏令时）。

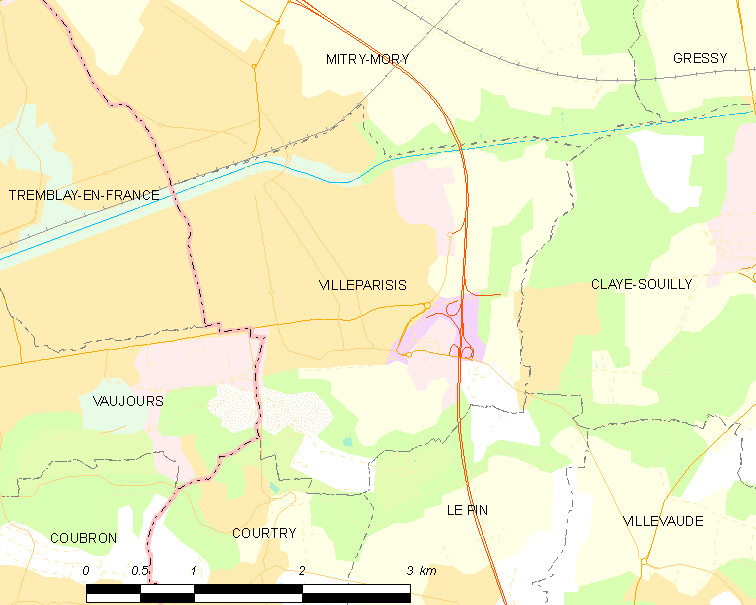
维勒帕里西的OSM定位图

## 行政
维勒帕里西的邮政编码为77270，INSEE市镇编码为77514。

## 政治
维勒帕里西所属的省级选区为维勒帕里西县。

## 交通
巴黎大区快铁B线的维勒帕里西-新米特里站服务该地。

## 人口

1962-2008年间维勒帕里西人口变化图示

维勒帕里西于2022年1月1日时的人口数量为26794人。

## 姐妹城市
- 義大利 彼得拉桑塔
- 英国 莫尔登
- 德国 瓦特林根